# Willkommen bei den Rileys

Englisches Filmplakat, Ausschnitt

Willkommen bei den Rileys ist ein US-amerikanischer Spielfilm aus dem Jahr 2010. Der deutsche Kinostart war am 7. April 2011.

## Handlung
Doug und Lois Riley sind seit 30 Jahren verheiratet und leben in Indianapolis. Vor acht Jahren kam ihre einzige Tochter bei einem Autounfall ums Leben, woraufhin das Eheleben der beiden erstarrt ist. Lois hat seitdem das Haus nicht mehr verlassen. Doug kommt ebenso wenig wie seine Frau über den Tod der Tochter hinweg, versucht aber sein Leben trotz der anhaltenden Trauer so normal zu gestalten, wie möglich. Er hat seit längerem eine Affäre mit Vivien, einer Bedienung in einem Restaurant. Kurz bevor Doug zu einem Fachkongress nach New Orleans reist, erleidet Vivien einen Herzinfarkt und stirbt.
Doug schlendert eines Abends durch die Straßen von New Orleans und landet schließlich im Rotlichtviertel. In einem Striplokal trifft er auf die erst 16-jährige Stripperin und Prostituierte Mallory. Als seine Geschäftskollegen im selben Lokal auftauchen, verschwindet Doug, aus Angst gesehen zu werden, mit Mallory in einem Hinterzimmer. Das Mädchen geht davon aus, dass Doug eindeutige Absichten hat. Der will sich trotz mehrerer Annäherungsversuche nur mit Mallory unterhalten. Sie hält ihn daraufhin für einen Polizisten und wirft ihn raus.
Später trifft Doug die Stripperin zufällig in einem Diner wieder und stellt die Sache klar. Mallory nimmt ihn mit in ihre abbruchreife Wohnung, wo er neben ihr einschläft und ihr am nächsten Tag vorschlägt, vorübergehend einzuziehen. Mallory bekommt dafür 100 $ am Tag, ohne dass sie ihm sexuelle Dienste erweisen muss. Doug sieht in dem von zu Hause ausgerissenen Mädchen einen Ersatz für seine Tochter und will ihr helfen. Seiner Frau Lois berichtet er telefonisch, dass er erstmal nicht nach Hause zurückkehrt.
Lois sieht ihre Ehe in Gefahr und setzt zum ersten Mal seit acht Jahren wieder einen Fuß vor die Tür. Trotz erheblicher Mühen, das Auto zu beherrschen, erreicht sie New Orleans und trifft ihren Mann wieder, der stolz darauf ist, dass seine Frau ihre Phobie überwunden hat. Nun ist er gezwungen, ihr aber auch von Mallory zu berichten, was für Lois zuerst ein großer Schock ist. Zunächst verweigert sie sich dem merkwürdigen Zusammenleben, zieht jedoch schließlich ebenfalls bei Mallory ein. Zunehmend erkennt auch sie die Ähnlichkeit von Mallory zur eigenen Tochter.
Gemeinsam versuchen Doug und Lois nun, das Mädchen wieder auf den rechten Weg zu bringen, was jedoch misslingt. Mallory verweigert sich der engen Behütung durch Doug und Lois und reißt erneut aus. Lois erkennt, dass sie mit Mallory nicht den gleichen Fehler begehen darf wie bei ihrer Tochter, der sie nachts im Kontrollwahn gefolgt war, was offenbar den tödlichen Unfall verursacht hatte. Lois überzeugt Doug, das Mädchen ziehen zu lassen. Sie kehren gemeinsam nach Indianapolis zurück.
Doug erhält einen Anruf von Mallory, welche sich gerade in Houston befindet. Er bietet ihr an, dass sie jederzeit Hilfe bekommen könne. Mallory entschuldigt sich für ihr Verhalten und bedankt sich für die Mühen der beiden. Daraufhin macht sie sich auf den Weg nach Las Vegas.

## Hintergrund
Der Film nahm am Wettbewerb des Sundance Film Festivals teil und erlebte dort am 23. Januar 2010 seine Uraufführung. Anschließend wurde er in der Sektion Panorama der Internationalen Filmfestspiele Berlin 2010 gezeigt.
Für Regisseur Jake Scott, Ridley Scotts Sohn, ist Welcome to the Rileys nach dem Abenteuerfilm Plunkett & Macleane von 1999 erst der zweite Kinospielfilm. Scott wurde vor allem durch Musikvideos für Künstler wie Radiohead, Tori Amos, R.E.M. und die Cranberries bekannt.

## Kritiken
„,Welcome to The Rileys` ist ein Film über Väter, wie Regisseur Jake Scott (Sohn von Ridley Scott) erklärt. Es ist aber auch die Geschichte einer großartigen Zusammenarbeit von ‚Sopranos‘-Star James Gandolfini und ‚Twilight‘-Sternchen Kristen Stewart. Dass die Filmhandlung nicht gerade die innovativste ist, lassen wir an dieser Stelle beiseite. Sein schalkhaftes Lächeln und ihre trotzige Teenieschnute harmonieren auf eine ganz wunderbare Weise, und Miss Stewart steht ihrem älteren Kollegen an Ausstrahlung und Charakterstärke in nichts nach.“